# 国鉄DD10形ディーゼル機関車

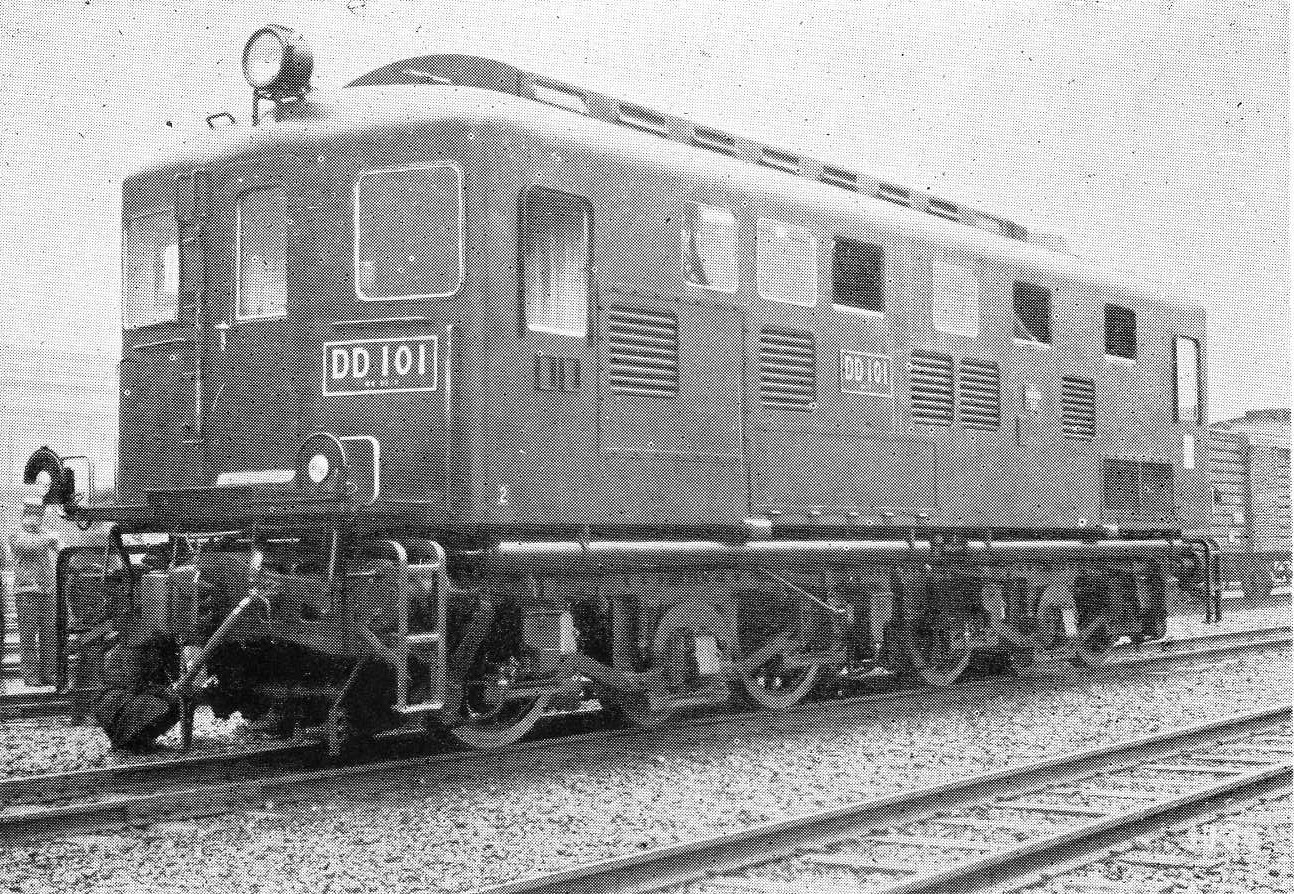
DD101

DD10形ディーゼル機関車（DD10がたディーゼルきかんしゃ）は、日本国有鉄道（国鉄）の前身である鉄道省が試作した電気式ディーゼル機関車である。

## 概要
1930年代、日本国内の工業生産力の向上により、ディーゼルエンジンの技術向上が進んだことから、入換あるいは小単位の旅客列車牽引に用いることが可能なディーゼル機関車を試作することになり、製造されたのが本形式である。
技術的にはドイツから輸入した国鉄初のディーゼル機関車であるDC10形・DC11形の研究と使用実績、および満州鉄道の新線建設や貨物運搬向けとして芝浦製作所と日立製作所により製造された出力750HP級電気式ディーゼル機関車であるジキイ型を基盤にしている。

## 構造

### 車体
車体は全溶接構造の箱型車体で、当時の電気機関車と同様に車両端部に設けられたデッキから妻面中央の貫通扉経由で車内へ出入りする方式であった。塗装はぶどう色1号であった。

### 主要機器

#### 機関
発電用エンジンは、当時最新式の渦流室式の副燃焼室を備える、縦形直列8気筒4サイクル機関である新潟鐵工所製K8Cが搭載された。
この機関は定格出力が600 ps/900 rpmとDC10形やDC11形の機関と比較して同一出力ながら高回転化しているが、これは気筒数増加で1気筒あたりのシリンダ内径（ボア）を縮小して実現されたもので、同クラスのレイアウトの機関としてはむしろ低速な部類に入り、コンセプトとしては故障が少なかったDC10形の機関に近い考え方を採る、至って手堅い設計であった。

#### 駆動システム
動力伝達方式はDC11形に倣い、電気式が採用された。DC10形の歯車式は、構造は簡単であったが大出力の歯車式変速機は歯車の割損や偏摩耗などの故障が多かったため、新形式機関車は故障の少ない電気式が選択されたものであった。

#### 台車
台車は軸重を低減するため3軸台車を2組とし、3軸のうち中間の1軸を走軸として小径車輪を使用し、両端2軸に定格出力100kWの直流直巻電動機を吊り掛け式に装架していた。
なお、この台車は後にED18形（2代目）の改造時に、その設計がほぼそのまま流用されており、2017年現在もED18 2が保存されているため実見できる。

## 製造
電気部分は満鉄向けで実績のあった芝浦製作所と日立製作所が共同で製造し、車体および組み立ては川崎車輛により、1935年（昭和10年）に1両が製造された。

## 運用
製造後、小山機関区に配置され、試験を兼ねて小山駅での入換作業に用いられた。性能は、当時入換作業に多用されていた2120形蒸気機関車並みとされたが、運用中の騒音・振動が激しいという問題を抱えており、エンジンのクランクシャフト破損事故も起こすなど、実用機として十分な水準に達していなかったことがうかがい知れる。
間もなく戦時体制による石油燃料統制のため使用不能となり、休止状態のまま、終戦後の1947年（昭和22年）9月に廃車となった。
廃車後も長い間、大宮工場内に保管されていたが、1965年（昭和40年）2月頃に解体され、現存しない。

## 主要諸元
- 全長：12m
- 全幅：
- 全高：
- 運転整備重量：71t
- 機関：新潟鐵工所製K8C形（直列8気筒）×1基
- 軸配置：A1A+A1A
- 1時間定格出力：600ps/900rpm
- 動力伝達方式：電気式
- 主電動機出力：100kW×4基